# Écriture bamoun
L’écriture bamoune ou bamoum, aussi appelée localement l’écriture shü-mom est connue parfois comme l’écriture du roi Njoya, est un système d'écriture développé chez les Bamouns en Afrique centrale.
La langue bamoune moderne est aujourd’hui parlée au Cameroun et transcrite culturellement dans cet alphabet, qui cependant a connu de nombreuses évolutions et simplifications, à partir d’une base de pictogrammes naturels associés à des lettres d’un alphabet original, qui s’est affiné avec le temps en même temps que les graphies se sont simplifiées et certaines lettres permutées, supprimées ou remplacées par d’autres.

## Histoire

### Origines
Dans leur ouvrage commun « L’écriture des Bamouns », mémoire de l’IFAN publié en 1950, J. Dugast et M.D.M. Jeffreys ont laissé entendre que Njoya se serait inspiré de l’écriture arabe qu’il aurait découvert chez les Peuhls musulmans venus du Nord Cameroun.
Cette thèse est solidement défendue par Claude Tardits qui, dans son livre « Le Royaume Bamoun » a soutenu fermement lors du colloque organisé à Foumban en février 1985 que Njoya s’est inspiré de l’écriture arabe. Tardits affirme :   

« Au lendemain de la victoire remportée sur la dissidence à la suite de l’intervention rapide et efficace de la cavalerie peuhl, Njoya décide trois choses: doter son armée d’une cavalerie et pour ce faire il achète des chevaux, se familiariser avec les pratiques de l’Islam, en particulier apprendre la prière, et il a fait venir des marabouts à Foumban, enfin disposer d’une écriture et pour y parvenir il l’inventa. »

— Actes du colloque du centenaire du palais de Foumban, p. 27

« Les faits sont bien établis: l’idée de disposer d’une écriture vint à Njoya à la vue d’ouvrage religieux et de l’écriture arabe. Néanmoins, il écarta tout de suite l’idée d’avoir recours à cet alphabet étranger. »

— Actes du colloque du centenaire du palais de Foumban, p. 28
Il existe une controverse, alimentée par les opinions africanistes et nationalistes du Cameroun, affirmant que l'écriture Bamoun est une invention complète. Il apparaît cependant que l'arabe joua une influence importante dans son évolution.

### Écritures bamounes anciennes

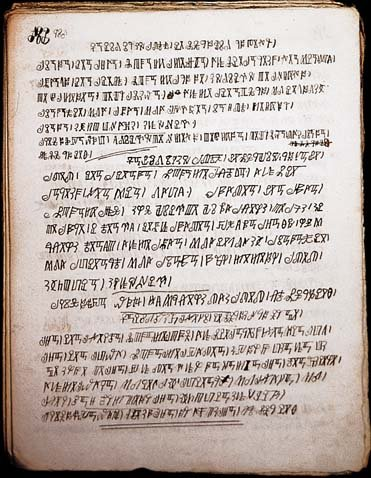
Un texte bamoun de 1910

#### La naissance du premier alphabet bamoun de Njoya (phase A)
Mama est en effet le fameux Nji Mama, notable bamoun et grand commis royal dont le nom est associé à la plupart des réalisations du roi. Adjia quant à lui est un grand notable du nom de Adjia Nji Gboron, qui fit partie du premier cercle mis sur pied par le roi pour réfléchir sur l’opérationnalité de l’écriture shü-mom. Nji Mama et Adjia Nji Gboron que le roi trouvait très intelligents ont été associés dès la genèse, à la mise sur pied de l’écriture.       
L’écriture shü-mom dont il est question, est l’œuvre d’un homme qui était jaloux d’une sagesse qu’il voulait et savait supérieure à celle des autres; un homme dont la volonté de créer et d’innover n’avait jamais quitté l’esprit. Il n’est plus question aujourd’hui de réduire les informations relatives à l’écriture et à la langue shü-mom aux seuls textes de Dugast et de Jeffreys.      
L’écriture shü-mom, contrairement à ce que dit Tardits, n’a connu aucune influence extérieure. L’étude approfondie d’un certain nombre de documents de l’époque montre que l’idée des manuscrits arabes que le roi Njoya aurait vu en premier, des mains des musulmans venus du Nord, n’est que pur fantasme intellectuel bien développé dans le cercle des Bamouns anti-monarchistes qui se faisaient appeler « Bamouns évolués », dont le but n’était autre que de régler leurs comptes avec le Roi Njoya. Ces « Bamouns évolués » qui seront très nombreux parmi les informateurs de Dugast, Jeffreys et Tardits.      
« Autre fois, les Bamoums ne savaient pas écrire ; l’écriture dont ils se servent maintenant a été imaginée par le roi Njoya. », (29) Libonar Oska.
Une nuit de 1894, au cours d’un profond sommeil, le roi Njoya eut un rêve : un inconnu se présenta à lui et lui dit,
« Roi, prends une planchette et dessine une main d’homme, lave ce que tu auras dessiné et bois. »
Le roi Njoya prit la planchette et y dessina une main d’homme avec un morceau de charbon de bois, comme cela venait de lui être indiqué. Il rendit la planchette à ce mystérieux inconnu qui y griffonna une écriture et la lui remit. Puis il se retrouva devant l’assemblée de plusieurs personnes dont il connaissait la plupart, à qui il enseignait l’écriture. Chacun dessinait un caractère qu’il remettait ensuite à son frère.       
Dès qu’il se réveilla, le roi Njoya exécuta de manière concrète les instructions qui lui avaient été données dans cet étonnant songe. Puis il consulta les devins et les mages de la cour pour comprendre la signification de ce rêve. Nonobstant la divergence des interprétations qu’il reçut, le roi Njoya était convaincu que le rêve présageait de l’invention d’un système de communication. Le roi révéla à quelques personnes de son entourage son projet de mise sur pied d’un système qui permettra à une personne « de parler sans qu’on l’entende. » Seule la reine-mère l’encouragea. L’ensemble des notables de la cour trouvait ce projet insensé et sans lendemain.
Le roi fut très triste de l’accueil réservé à un projet qui lui tenait à cœur, mais ne céda point au découragement :
« Si vous dessinez beaucoup de choses différentes et que vous les nommiez, je ferai un livre qui parlera sans qu’on l’entende. »
Tous trouvaient en cette action une vaine initiative. L’homme ne dut imposer le projet que par la force indicible de son caractère. Beaucoup se mirent au travail avec une bonne dose de pessimisme qui ne fit guère avancer les travaux : « Quoi qu’on fasse, on ne réussira pas, » insistèrent certains. Le roi se mit lui-même au travail et fut progressivement suivi par beaucoup de serviteurs. C’est en ce temps que survint la guerre civile de Gbetnkom Ndombouo, alors que le roi Njoya avait déjà réuni une première « moisson » de 510 signes qui vont constituer le premier alphabet shü-mom. En 1895, à la fin de la guerre, alors qu’il venait d’apprendre l’existence de l’écriture arabe, le roi eut le temps d’étudier tous les signes auxquels il affecta des prononciations.

#### Le deuxième alphabet bamoun (phase B)
Le roi se rend compte immédiatement avec son entourage que le nombre des signes était très élevé. Des modifications vont donc être faites pour réduire le nombre et aussi des transformations pour faciliter l'écriture.
L'alphabet "mbima" est né et compte 437 signes.

#### Le troisième alphabet bamoun (phase C)
Au début du 20e siècle, le Roi élabora un troisième alphabet qui ne comptait que 381 signes. C'est l'alphabet "nyi nyi mfa mfù".

#### Le quatrième alphabet bamoun (phase D)
Ayant saisi la relation signe-son, une porte était ouverte au roi pour des perfectionnements. Un quatrième alphabet est né et comporte 286 signes ; c'est l'alphabet "rii nyi mfa mfù".

#### Le cinquième alphabet bamoun (phase E)
Vers 1908, un cinquième alphabet est né : l'alphabet "rii nyi mfù men". Il a 205 signes.

#### Le sixième alphabet bamoun (phase F)
Cette phase est directement la dernière transition (vers 1916-1918) qui a fait évoluer l'écriture Shümom vers un système plus simple de type syllabaire-alphabet dit ka-u-ku-é : les caractères ont déjà l'allure des caractères modernes, mais moins épurés que ceux du syllabaire moderne (phase G).

## Le syllabaire bamoun moderneaka-uku(phase G)
L'alphabet moderne du Shümom s'appelle aka-uku du nom de ses quatre premiers caractères A, Ka, U, Ku : c'est une écriture partiellement syllabique et partiellement alphabétique de 70 caractères phonétiques et 10 caractères à la fois numériques et syllabiques, auxquels il faut rattacher des caractères de ponctuation, de tabulation (njaemli) et deux accents (koqndon et tukwantis). Du fait que de nombreux caractères syllabiques sont manquants, cette lacune est complétée par la combinaison de caractères syllabiques utilisés comme consonnes, et de voyelles. 
Actuellement et grâce au projet de préservation des archives bamoum organisé par le royaume (Dr Oumarou Nchare, ministre de la Culture et responsable des archives du royaume, et Conrad Tuchscherer, linguiste américain et spécialiste des écritures bamoun et bagam), l'écriture Shümom fait l'objet d'une police de caractères "Unicode" informatisée.

## Représentation informatique

### Codes d’écriture
- ISO 15924 : Bamu ou 435
- Alias de valeur de propriété Unicode : Bamum

### Caractères codés dans Unicode
L'écriture bamoun ou bamoum est prise en charge dans plusieurs bloc dans le standard Unicode.
- Le bloc Bamoum (de U+A6A0 à U+A6FF) comprend les lettres du syllabaire moderne aka-uku, quelques signes diacritiques et signes de ponctuation.
- Le bloc Supplément bamoum (de U+16800 à U+16A3F) a été ajouté en octobre 2010 avec la version 6.0 de la norme Unicode pour les principaux pictogrammes et logosyllabaires historiques.

| en fr  | 0 | 1 | 2 | 3 | 4 | 5 | 6 | 7 | 8 | 9 | A | B | C | D | E | F |
| ------ | - | - | - | - | - | - | - | - | - | - | - | - | - | - | - | - |
| U+A6A0 | ꚠ | ꚡ | ꚢ | ꚣ | ꚤ | ꚥ | ꚦ | ꚧ | ꚨ | ꚩ | ꚪ | ꚫ | ꚬ | ꚭ | ꚮ | ꚯ |
| U+A6B0 | ꚰ | ꚱ | ꚲ | ꚳ | ꚴ | ꚵ | ꚶ | ꚷ | ꚸ | ꚹ | ꚺ | ꚻ | ꚼ | ꚽ | ꚾ | ꚿ |
| U+A6C0 | ꛀ | ꛁ | ꛂ | ꛃ | ꛄ | ꛅ | ꛆ | ꛇ | ꛈ | ꛉ | ꛊ | ꛋ | ꛌ | ꛍ | ꛎ | ꛏ |
| U+A6D0 | ꛐ | ꛑ | ꛒ | ꛓ | ꛔ | ꛕ | ꛖ | ꛗ | ꛘ | ꛙ | ꛚ | ꛛ | ꛜ | ꛝ | ꛞ | ꛟ |
| U+A6E0 | ꛠ | ꛡ | ꛢ | ꛣ | ꛤ | ꛥ | ꛦ | ꛧ | ꛨ | ꛩ | ꛪ | ꛫ | ꛬ | ꛭ | ꛮ | ꛯ |
| U+A6F0 | ꚡ꛰ | ꚡ꛱ | ꛲ | ꛳ | ꛴ | ꛵ | ꛶ | ꛷ |   |   |   |   |   |   |   |   |

| en fr   | 0 | 1 | 2 | 3 | 4 | 5 | 6 | 7 | 8 | 9 | A | B | C | D | E | F |
| ------- | - | - | - | - | - | - | - | - | - | - | - | - | - | - | - | - |
| U+16800 | 𖠀 | 𖠁 | 𖠂 | 𖠃 | 𖠄 | 𖠅 | 𖠆 | 𖠇 | 𖠈 | 𖠉 | 𖠊 | 𖠋 | 𖠌 | 𖠍 | 𖠎 | 𖠏 |
| U+16810 | 𖠐 | 𖠑 | 𖠒 | 𖠓 | 𖠔 | 𖠕 | 𖠖 | 𖠗 | 𖠘 | 𖠙 | 𖠚 | 𖠛 | 𖠜 | 𖠝 | 𖠞 | 𖠟 |
| U+16820 | 𖠠 | 𖠡 | 𖠢 | 𖠣 | 𖠤 | 𖠥 | 𖠦 | 𖠧 | 𖠨 | 𖠩 | 𖠪 | 𖠫 | 𖠬 | 𖠭 | 𖠮 | 𖠯 |
| U+16830 | 𖠰 | 𖠱 | 𖠲 | 𖠳 | 𖠴 | 𖠵 | 𖠶 | 𖠷 | 𖠸 | 𖠹 | 𖠺 | 𖠻 | 𖠼 | 𖠽 | 𖠾 | 𖠿 |
| U+16840 | 𖡀 | 𖡁 | 𖡂 | 𖡃 | 𖡄 | 𖡅 | 𖡆 | 𖡇 | 𖡈 | 𖡉 | 𖡊 | 𖡋 | 𖡌 | 𖡍 | 𖡎 | 𖡏 |
| U+16850 | 𖡐 | 𖡑 | 𖡒 | 𖡓 | 𖡔 | 𖡕 | 𖡖 |   |   |   |   |   |   |   |   |   |

| en fr   | 0 | 1 | 2 | 3 | 4 | 5 | 6 | 7 | 8 | 9 | A | B | C | D | E | F |
| ------- | - | - | - | - | - | - | - | - | - | - | - | - | - | - | - | - |
| U+16850 |   |   |   |   |   |   |   | 𖡗 | 𖡘 | 𖡙 | 𖡚 | 𖡛 | 𖡜 | 𖡝 | 𖡞 | 𖡟 |
| U+16860 | 𖡠 | 𖡡 | 𖡢 | 𖡣 | 𖡤 | 𖡥 | 𖡦 | 𖡧 | 𖡨 | 𖡩 | 𖡪 | 𖡫 | 𖡬 | 𖡭 | 𖡮 | 𖡯 |
| U+16870 | 𖡰 | 𖡱 | 𖡲 | 𖡳 | 𖡴 | 𖡵 | 𖡶 | 𖡷 | 𖡸 | 𖡹 | 𖡺 | 𖡻 | 𖡼 | 𖡽 | 𖡾 | 𖡿 |
| U+16880 | 𖢀 | 𖢁 | 𖢂 | 𖢃 | 𖢄 | 𖢅 | 𖢆 | 𖢇 | 𖢈 | 𖢉 | 𖢊 | 𖢋 | 𖢌 | 𖢍 | 𖢎 |   |

| en fr   | 0 | 1 | 2 | 3 | 4 | 5 | 6 | 7 | 8 | 9 | A | B | C | D | E | F |
| ------- | - | - | - | - | - | - | - | - | - | - | - | - | - | - | - | - |
| U+16880 |   |   |   |   |   |   |   |   |   |   |   |   |   |   |   | 𖢏 |
| U+16890 | 𖢐 | 𖢑 | 𖢒 | 𖢓 | 𖢔 | 𖢕 | 𖢖 | 𖢗 | 𖢘 | 𖢙 | 𖢚 | 𖢛 | 𖢜 | 𖢝 | 𖢞 | 𖢟 |
| U+168A0 | 𖢠 | 𖢡 | 𖢢 | 𖢣 | 𖢤 | 𖢥 | 𖢦 | 𖢧 | 𖢨 | 𖢩 | 𖢪 | 𖢫 | 𖢬 | 𖢭 | 𖢮 | 𖢯 |
| U+168B0 | 𖢰 | 𖢱 | 𖢲 | 𖢳 | 𖢴 | 𖢵 | 𖢶 | 𖢷 | 𖢸 | 𖢹 | 𖢺 | 𖢻 | 𖢼 | 𖢽 | 𖢾 | 𖢿 |
| U+168C0 | 𖣀 | 𖣁 | 𖣂 | 𖣃 | 𖣄 | 𖣅 | 𖣆 | 𖣇 | 𖣈 | 𖣉 | 𖣊 | 𖣋 | 𖣌 | 𖣍 | 𖣎 | 𖣏 |
| U+168D0 | 𖣐 | 𖣑 | 𖣒 | 𖣓 | 𖣔 | 𖣕 | 𖣖 | 𖣗 | 𖣘 | 𖣙 | 𖣚 | 𖣛 | 𖣜 | 𖣝 | 𖣞 | 𖣟 |
| U+168E0 | 𖣠 | 𖣡 | 𖣢 | 𖣣 | 𖣤 | 𖣥 | 𖣦 | 𖣧 | 𖣨 | 𖣩 | 𖣪 | 𖣫 | 𖣬 | 𖣭 | 𖣮 | 𖣯 |
| U+168F0 | 𖣰 |   |   |   |   |   |   |   |   |   |   |   |   |   |   |   |

| en fr   | 0 | 1 | 2 | 3 | 4 | 5 | 6 | 7 | 8 | 9 | A | B | C | D | E | F |
| ------- | - | - | - | - | - | - | - | - | - | - | - | - | - | - | - | - |
| U+168F0 |   | 𖣱 | 𖣲 | 𖣳 | 𖣴 | 𖣵 | 𖣶 | 𖣷 | 𖣸 | 𖣹 | 𖣺 | 𖣻 | 𖣼 | 𖣽 | 𖣾 | 𖣿 |
| U+16900 | 𖤀 | 𖤁 | 𖤂 | 𖤃 | 𖤄 | 𖤅 | 𖤆 | 𖤇 | 𖤈 | 𖤉 | 𖤊 | 𖤋 | 𖤌 | 𖤍 | 𖤎 | 𖤏 |
| U+16910 | 𖤐 | 𖤑 | 𖤒 | 𖤓 | 𖤔 | 𖤕 | 𖤖 | 𖤗 | 𖤘 | 𖤙 | 𖤚 | 𖤛 | 𖤜 | 𖤝 | 𖤞 | 𖤟 |
| U+16920 | 𖤠 | 𖤡 | 𖤢 | 𖤣 | 𖤤 | 𖤥 | 𖤦 | 𖤧 | 𖤨 | 𖤩 | 𖤪 | 𖤫 | 𖤬 | 𖤭 | 𖤮 | 𖤯 |
| U+16930 | 𖤰 | 𖤱 | 𖤲 | 𖤳 | 𖤴 | 𖤵 | 𖤶 | 𖤷 | 𖤸 | 𖤹 | 𖤺 | 𖤻 | 𖤼 | 𖤽 | 𖤾 | 𖤿 |
| U+16940 | 𖥀 | 𖥁 | 𖥂 | 𖥃 | 𖥄 | 𖥅 | 𖥆 | 𖥇 | 𖥈 | 𖥉 | 𖥊 | 𖥋 | 𖥌 | 𖥍 | 𖥎 | 𖥏 |
| U+16950 | 𖥐 | 𖥑 | 𖥒 | 𖥓 | 𖥔 | 𖥕 | 𖥖 | 𖥗 | 𖥘 | 𖥙 | 𖥚 | 𖥛 | 𖥜 | 𖥝 | 𖥞 | 𖥟 |
| U+16960 | 𖥠 | 𖥡 | 𖥢 | 𖥣 | 𖥤 | 𖥥 |   |   |   |   |   |   |   |   |   |   |

| en fr   | 0 | 1 | 2 | 3 | 4 | 5 | 6 | 7 | 8 | 9 | A | B | C | D | E | F |
| ------- | - | - | - | - | - | - | - | - | - | - | - | - | - | - | - | - |
| U+16960 |   |   |   |   |   |   | 𖥦 | 𖥧 | 𖥨 | 𖥩 | 𖥪 | 𖥫 | 𖥬 | 𖥭 | 𖥮 | 𖥯 |
| U+16970 | 𖥰 | 𖥱 | 𖥲 | 𖥳 | 𖥴 | 𖥵 | 𖥶 | 𖥷 | 𖥸 | 𖥹 | 𖥺 | 𖥻 | 𖥼 | 𖥽 | 𖥾 | 𖥿 |
| U+16980 | 𖦀 | 𖦁 | 𖦂 | 𖦃 | 𖦄 | 𖦅 | 𖦆 | 𖦇 | 𖦈 | 𖦉 | 𖦊 | 𖦋 | 𖦌 | 𖦍 | 𖦎 | 𖦏 |
| U+16990 | 𖦐 | 𖦑 | 𖦒 | 𖦓 | 𖦔 | 𖦕 | 𖦖 | 𖦗 | 𖦘 | 𖦙 | 𖦚 | 𖦛 | 𖦜 | 𖦝 | 𖦞 | 𖦟 |
| U+169A0 | 𖦠 | 𖦡 | 𖦢 | 𖦣 | 𖦤 | 𖦥 | 𖦦 | 𖦧 | 𖦨 | 𖦩 | 𖦪 | 𖦫 | 𖦬 | 𖦭 | 𖦮 | 𖦯 |
| U+169B0 | 𖦰 | 𖦱 | 𖦲 | 𖦳 | 𖦴 | 𖦵 | 𖦶 | 𖦷 | 𖦸 | 𖦹 | 𖦺 | 𖦻 | 𖦼 | 𖦽 | 𖦾 | 𖦿 |
| U+169C0 | 𖧀 | 𖧁 | 𖧂 | 𖧃 | 𖧄 | 𖧅 | 𖧆 | 𖧇 | 𖧈 | 𖧉 | 𖧊 | 𖧋 | 𖧌 | 𖧍 | 𖧎 | 𖧏 |
| U+169D0 | 𖧐 | 𖧑 | 𖧒 | 𖧓 | 𖧔 | 𖧕 | 𖧖 | 𖧗 | 𖧘 | 𖧙 | 𖧚 | 𖧛 | 𖧜 | 𖧝 | 𖧞 | 𖧟 |
| U+169E0 | 𖧠 | 𖧡 | 𖧢 | 𖧣 | 𖧤 | 𖧥 | 𖧦 | 𖧧 | 𖧨 | 𖧩 | 𖧪 | 𖧫 | 𖧬 | 𖧭 | 𖧮 | 𖧯 |
| U+169F0 | 𖧰 | 𖧱 | 𖧲 | 𖧳 | 𖧴 | 𖧵 | 𖧶 | 𖧷 | 𖧸 | 𖧹 | 𖧺 | 𖧻 | 𖧼 | 𖧽 | 𖧾 | 𖧿 |
| U+16A00 | 𖨀 | 𖨁 | 𖨂 |   |   |   |   |   |   |   |   |   |   |   |   |   |

| en fr   | 0 | 1 | 2 | 3 | 4 | 5 | 6 | 7 | 8 | 9 | A | B | C | D | E | F |
| ------- | - | - | - | - | - | - | - | - | - | - | - | - | - | - | - | - |
| U+16A00 |   |   |   | 𖨃 | 𖨄 | 𖨅 | 𖨆 | 𖨇 | 𖨈 | 𖨉 | 𖨊 | 𖨋 | 𖨌 | 𖨍 | 𖨎 | 𖨏 |
| U+16A10 | 𖨐 | 𖨑 | 𖨒 | 𖨓 | 𖨔 | 𖨕 | 𖨖 | 𖨗 | 𖨘 | 𖨙 | 𖨚 | 𖨛 | 𖨜 | 𖨝 | 𖨞 | 𖨟 |
| U+16A20 | 𖨠 | 𖨡 | 𖨢 | 𖨣 | 𖨤 | 𖨥 | 𖨦 | 𖨧 | 𖨨 | 𖨩 | 𖨪 | 𖨫 | 𖨬 | 𖨭 | 𖨮 | 𖨯 |
| U+16A30 | 𖨰 | 𖨱 | 𖨲 | 𖨳 | 𖨴 | 𖨵 | 𖨶 | 𖨷 | 𖨸 |   |   |   |   |   |   |   |

### Polices de caractères
La fonte Noto Sans Bamum des polices Noto (généralement paquet noto-fonts sous Linux) comporte ces caractères.

## Écriture apparentée: le Bagam (langue Mengaka, peuple Eghap)
Une autre écriture apparentée au Shümom existait dans l'Ouest-Cameroun, au pays Bamiléké, dans le village de Bagam, au nord de Bafoussam, là où se parle la langue Mengaka. Cette écriture est attestée vers 1910 et semble avoir été mise au point par le roi Pufong, ami de Njoya, assisté de son notable Ndé Temfong. Une grosse partie des caractères de cette écriture ressemble au Shümom comme le démontre une étude réalisée par le linguiste américain Conrad Tuchscherer. Cette écriture semble actuellement tombée en désuétude, et la signification d'une partie des caractères n'a pu être retrouvée.